# جائزة أستراليا الكبرى 1996
جائزة أستراليا الكبرى 1996 هو سباق فورمولا 1 أقيم بتاريخ 10 مارس 1996 في حلبة سباق الجائزة الكبرى في ملبورن، أستراليا. كان الأول من أصل 16 في بطولة العالم لسباقات الفورمولا واحد موسم 1996. حلّ البريطاني دايمون هيل أولا بينما جاء الكندي جاك فيلنوف في المركز الثاني وحصل على المركز الثالث البريطاني إدي إيرفين.